# Milbakken
Milbakken er en landsby i det sydlige Vendsyssel med 72 indbyggere (2008). Milbakken er beliggende fire kilometer vest for Sulsted, fire kilometer nord for Nørre Halne og 18 kilometer nord for Aalborg centrum. Landsbyen hører under Aalborg Kommune og er beliggende i Ajstrup Sogn.
Milbakkens struktur er opstået som en koncentration af ensartede husmandsbrug langs landevejen. Strukturen med de mange ensartede husmandsparceller adskilt af levende hegn er stadig bevaret trods nyere tilbygninger.